# 927 Ratisbona
927 Ratisbona este o planetă minoră din centura de asteroizi ce orbitează Soarele. Asteroidul a fost descoperit la 16 februarie 1920 de astronomul german Max Wolf de la observatorul astronomic de la Königstuhl, din apropiere de Heidelberg.

## Caracteristici
Mica planetă 927 Ratisbona are diametrul de 67,57 de kilometri, iar periheliul este la 2,9728789 UA. Orbita sa are o excentricitate de 0,0799464, semiaxa majoră egală cu 3,2307707 UA, fiind înclinată cu 14,51267º în raport cu ecliptica, iar perioada orbitală este de 2.121,5 zile (5,81 ani). Are o viteză medie orbitală de 16,56954968 km/s.

## Denumire
A fost denumit după numele latin, Ratisbona, al orașului Regensburg, unde, în 1630, a murit astronomul Johannes Kepler.